# سالم بن مسافع
سالم بن مُسافع بن عقبة بن شريح بن يربوع الجُشَميّ الغَطَفانيّ، من بنو عبدالله بن غطفان (توفي نحو 30هـ/650م) شاعر مخضرم، اشتهر بـ « ابن دارة» نسبة إلى أمه «دارة»، وهي من بني أسد وهو من المخضرمين الذين أدركوا الجاهلية والإسلام.

## نسبه
هو سالم بن مُسافع بن عقبة بن شريح بن يربوع بن عديّ بن جُشَم بن عوف بن بُهْثة بن عبدالله بن غطفان  بن قيس عيلان بن مُضَر بن نزار بن معد بن عدنان.

## شعره
شعر الفخر
أنا ابن دارة معروفاً بها نسبي
وهل بدارةَ، يا لَلناس، من عار
سالم بن دارة وعدي بن حاتم
أتى سالم بن دارة عدىّ بن حاتم فقال له: قد مدحتك، فقال له: أمسك عليك حتى أنبّئك مالى فتمدحنى على حسبه، لى ألف ضائنة وألفا درهم، وثلاثة أعبد، وفرسى هذا حبيس في سبيل الله، فقل، فقال:
تحنّ قلوصى في معدّ وإنما ... تلاقى الرّبيع في ديار بنى ثعل
وأبقى اللّيالى من عدىّ بن حاتم ... حساما كلون الملح سلّ من الخلل
أبوك جواد ما يشقّ غباره ... وأنت جواد ما تعذّر بالعلل
فإن تتّقوا شرّا فمثلكم اتّقى ... وإن تفعلوا خيرا فمثلكم فعل
فقال له: أمسك عليك، لا يبلغ مالى أكثر من هذا! وشاطره ماله.

## قتله
عرف سالم بن دارة بسلاطة اللسان، كما كان في شعره هجّاء مفحشاً في هجائه الذي صبه على قبيلة بني فزارة، ولاسيما زُمَيْل بن أم دينار الفزاري، ومُرّة بن واقع، وثابت بن رافع، وكلهم من وجوه بني فَزارة، فحلف زُمَيْل بن أُبَيْر - وهو ممن ينسب أيضاً إلى أمه «أم دينار» - أن يقتل سالم بن دارة، وكان ابن دارة يستفز زُميلاً ويسخر منه كلما رآه. ثم بعد مدة لقيه زميل قرب المدينة المنورة - في خبر طويل - فضربه بالسيف ضربة كانت سبب موته، وذلك في خلافة عثمان بن عفان، وكان مفتخراً بتخلصه من العار الذي لحق قومه بني فزارة، من هجاء ابن دارة لهم